# Marianna Martines
Marianna Martinez, o Marianne von Martinez (Vienna, 4 maggio 1744 – Vienna, 13 dicembre 1812), è stata una cantante, pianista e compositrice austriaca del periodo classico.

## Sfondo storico
Il nonno paterno di Marianna Martines era un militare spagnolo di stanza a Napoli. Suo padre, Nicolò Martines, nacque e crebbe a Napoli e, per un certo periodo di tempo, seguì il percorso per diventare anch'egli soldato. Ma ben presto cambiò idea e divenne Maestro di Camera (maggiordomo) del nunzio apostolico presso l'imperatore austriaco a Vienna. Per i servizi presso l'Imperatore, i fratelli di Marianna ottennero un titolo nobiliare nel 1774, per questo nel cognome della famiglia è presente il "von".
Durante la sua giovinezza in Italia, Nicolò era stato amico del poeta Pietro Trapassi, che scriveva sotto lo pseudonimo di Metastasio, e che in seguito divenne tanto famoso da essere chiamato nel 1730 a Vienna, dove fu nominato Poeta Laureato dell'impero. Metastasio andò ad abitare insieme alla famiglia Martines per tutto il resto della sua vita (dal 1734 al 1782). La sua presenza fu cruciale per la carriera di Marianna.
La famiglia Martines viveva in un grande edificio sito nella Michaelerplatz, "un'imponente casa che si trova ancora sulla Kohlmarkt." Come era frequente prima dell'invenzione degli ascensori, i piani dei palazzi corrispondevano alla classe sociale dei loro abitanti. Al piano più basso aveva le sue stanze la principessa della ricca famiglia degli Esterházy. La famiglia Martines viveva al terzo piano, mentre al secondo piano abitava Nicola Porpora, insegnante di canto e compositore molto noto. In cima, in un attico freddo e umido, viveva un giovane compositore, Joseph Haydn, che stava tentando di intraprendere la carriera di musicista. La vita di queste persone venne a incontrarsi, in parte anche tramite Marianna Martines.
Marianna Martines nacque nel 1744 nella casa della Michaelerplatz. Anche se venne battezzata col nome di Anna Catherina, utilizzò sempre il nome Marianna. Era una dei tredici figli - sette dei quali non raggiunsero l'età adulta - che Nicolò ebbe dalla moglie Maria Theresa, definita da Marianna una «tedesca di onestissimi natali, e costumi», più giovane di 24 anni.
Metastasio si preoccupò di aiutare i ragazzi Martines nella loro crescita e carriera, per esempio facendo ottenere a Joseph un importante incarico come custode della Biblioteca Imperiale. Joseph sarebbe poi divenuto precettore dei figli dell'imperatrice Maria Teresa d'Austria. Nel caso di Marianna vide subito il precoce talento della giovane e si occupò quindi della sua educazione, musicale ma non solo.
Le fece prendere lezioni di tastiera da Haydn, che Metastasio aveva incontrato nella casa e, a dieci anni, Marianna iniziò le lezioni di canto con Nicola Porpora, che aveva deciso di assumere Haydn come suo servitore: quest'ultimo suonava il clavicembalo, mentre Porpora insegnava a Marianna. 
Ben presto Marianna dimostrò di avere un buon talento per la composizione, quindi iniziò a prendere lezioni con Johann Adolf Hasse e con il compositore della corte imperiale Giuseppe Bonno. 
Ricevette inoltre un'ottima educazione, di molto superiore a quella che veniva solitamente offerta alle donne della sua classe sociale. Era madrelingua sia italiana che tedesca e, in una lettera autobiografica scritta a Padre Martini, scriveva di avere una buona conoscenza della lingua francese. Il musicologo Charles Burney, in visita a Vienna, vide che sapeva parlare anche l'inglese.

## La carriera musicale
Già da bambina, Martines era abbastanza brava da poter suonare davanti alla corte imperiale dove, secondo Wessely, ella "aveva attirato l'attenzione per la sua magnifica voce e la sua capacità di suonare la tastiera." Da adulta le venne chiesto più volte di suonare davanti all'imperatrice Maria Teresa.
Compose diverse opere che devono essere eseguite da una voce solista, e i suoi biografi (Godt, Wessely) ritengono che il primo esecutore di questi pezzi fosse la compositrice stessa. Se così fosse, essi costituiscono una prova evidente della sua abilità, in quanto la musica è composta con "diverse colorature, salti di intervalli molto ampi e trilli, che indicano che lei stessa dovesse essere un'ottima cantante." (Wessely)
Martines scrisse diverse cantate secolari e due oratori con testo in lingua italiana. I testi sono naturalmente opera del suo mentore, Metastasio.
Delle sue composizioni ci restano quattro messe, sei mottetti e tre litanie per coro. Scrisse perlopiù in stile italiano, come era d'abitudine nel primo periodo del Classicismo viennese. Le sue esecuzioni al clavicembalo vengono paragonate allo stile di Carl Philipp Emanuel Bach. Le composizioni di Martines furono ben accolte all'epoca e alcuni studiosi ipotizzano che Mozart modellò la sua Messa K. 139 del 1768 sul "Christe" della Messa No. 1 in Re Maggiore di Martines. Nella Michaelerkirche (la Chiesa di San Michele, situata accanto a casa sua) eseguì la sua terza messa nel 1761. Terminò invece nel 1765 la quarta messa.

## Gli ultimi anni
Il nome e la musica di Martines si diffusero in tutta Europa ed ella venne ammessa nel 1773 all'Accademia FIlarmonica di Bologna.
Il suo oratorio in italiano Isacco figura del redentore venne eseguito per due volte in concerto (17 e 19 marzo 1782) dalla Tonkünstler-Societät, insieme ad altre opere importanti di musicisti famosi, quali Haydn, Mozart, Beethoven e Handel. Fra i solisti vi erano anche Caterina Cavalieri e Ludwig Fischer.
Martines e le sue sorelle, delle quali nessuna si sposò, si occuparono della loro famiglia e di Metastasio fino alla sua morte nel 1782. Egli lasciò il suo patrimonio alla famiglia Martines e Marianna ricevette 20000 fiorini, il suo clavicembalo e la sua biblioteca musicale. Marianna e le sorelle organizzavano delle serate musicali a casa loro. Questi eventi attiravano molti ospiti importanti, tra i quali Haydn e il tenore irlandese Michael Kelly. Anche Mozart era un ospite assiduo alle serate e compose delle sonate per pianoforte a quattro mani da suonare con Marianna.
Anche se era una musicista molto attiva e apprezzata, non cercò mai di ottenere un incarico di lavoro; sarebbe stato sconveniente per una donna della sua classe sociale cercare questo tipo di impiego.
La sua ultima apparizione pubblica fu il 27 marzo 1808, per partecipare all'esecuzione dell'oratorio di Haydn La Creazione, diretta da Salieri, in onore dell'ormai anziano compositore. Morì il 13 dicembre 1812 e venne sepolta nel Cimitero di San Marco.

## Lista di opere
Tra le opere che ci sono pervenute si possono ricordare due oratori; quattro messe, sei motetti, diversi salmi e cantate secolari, tre sonate per tastiera, un concerto per tastiera e una sinfonia. 
Molti di queste opere sono state pubblicate negli ultimi anni. Le tre sonate per tastiera (in mi maggiore, in sol maggiore e in la maggiore) sono state pubblicate da Hildegard Publishing. Diversi suoi lavori sono stati editi da Furore-Verlag, una casa editrice tedesca specializzata in opere scritte da compositrici. Tra essi si trovano il Concerto per tastiera in la, Dixit Dominus per soli, coro e orchestra, In Exitu Israel de Agypto, salmo per soli, coro e orchestra, il salmo 112 Laudate Pueri Dominum, per coro SATB e orchestra e le quattro messe.

## Discografia
- Marianna Martines: Psalm Cantatas. Elke Mascha Blankenburg, Koch Schwann B000001SOK, 1995. Compact disc.
- Marianna Martines: "Il primo amore". concertos and cantatas. Núria Rial, DHM 2011 Compact disc.

Selezione:
- in 18th Century Woman Composers. Barbara Harbach, fortepiano. Gasparo Records: B000025YJJ, 1995. Compact Disc.
- in Haydn, Martines and Auenbrugger. Monica Jakuc Leverett, fortepiano. Titanic, B000001I7X, 1993. Compact disc.
- in Women Composers and the Men in Their Lives. Leanne Rees, Fleur de Son, B0000479BH, 2000. Compact disc.